# Лави (Остроленцький повіт)
Лави (пол. Ławy) — село в Польщі, у гміні Жекунь Остроленцького повіту Мазовецького воєводства.
Населення — 714 осіб (2011).
У 1975-1998 роках село належало до Остроленцького воєводства.

## Демографія
Демографічна структура станом на 31 березня 2011 року:
|          | Загалом | Допрацездатний вік | Працездатний вік | Постпрацездатний вік |
| -------- | ------- | ------------------ | ---------------- | -------------------- |
| Чоловіки | 369     | 74                 | 272              | 23                   |
| Жінки    | 345     | 74                 | 220              | 51                   |
| Разом    | 714     | 148                | 492              | 74                   |